# Bibliotecas del Instituto Católico de París
El conjunto de las bibliotecas del Instituto Católico de París ofrece una importante colección de 700 000 documentos de los que 134 000 están en libre acceso, gracias a 411 puestos de consulta en el Instituto católico de París. Este conjunto está formado por cinco bibliotecas reagrupadas en cuatro sedes.

## Biblioteca universitaria de Fels
La biblioteca universitaria de Fels ocupa ocho pisos del edificio neogótico del ICP de ladrillos rojos construido por el arquitecto Ruprich-Robert entre 1894 y 1933. Debe su nombre a la condesa y al conde Edmond de Fels, donantes que permitieron la construcción de la sala de lectura del primer piso y del depósito del cuarto piso, así como de los tres depósitos en el subsuelo.
La biblioteca ofrece una importante documentación sobre las disciplinas religiosas (patrística, teología, derecho canónico, liturgia) y profanas (ciencias humanas). Posee, entre otras, una colección de 409 tabletas cuneiformes, de los manuscritos esencialmente franceses (sobre todo una parte del fichero Pisani sobre el clero durante la Revolución), unos sesenta incunables, cerca de 2 000 impresos del siglo XVI, una importante colección de periódicos del siglo XIX, el conjunto de la biblioteca árabe del padre Jean Mohamed Ben Abdejlil, los cursos de Marcel Jousse, el conjunto de la biblioteca y del periódico de Paul Bourget. Es igualmente depositaria de la biblioteca armenia de la fundación Nourhan Fringhian.

## Biblioteca Jean de Vernon
Esta biblioteca ha sido abierta en enero de 1995. Reagrupa a la biblioteca ecuménica y científica de estudios bíblicos (BOSEB) y la biblioteca del Instituto francés de estudios bizantinos (IFEB). Ofrece una importante documentación de aproximadamente 90 000 volúmenes en las áreas de las ciencias bíblicas y orientales y del mundo bizantino.

## Biblioteca de derecho canónico
Esta biblioteca especializada dispone de un fondo documental de 9 000 obras (no sólo sobre el derecho canónico, sino también sobre los fundamentos del derecho, la historia de las instituciones, la jurisprudencia matrimonial canónica, las relaciones entre la Iglesia y los Estados, las iglesias orientales, las iglesias de África...) así como una colección de 140 periódicos franceses y extranjeros, entre los que hay 65 suscripciones abiertas.

## Centro documental del Instituto superior de pedagogía
Este centro pone a disposición del público una biblioteca especializada en ciencias de la educación, pedagogía y formación, con 25 000 obras.
Contiene los fondos Rey-Herme sobre la historia de las instituciones educativas, que comprenden sobre todo una colección excepcional de varios centenares de libros antiguos muy raros sobre la historia de la enseñanza y de la educación a través de los siglos.

## Para profundizar